# 밀라노 대학교
밀라노 대학교(이탈리아어: Università degli Studi di Milano 우니베르시타 델리 스투디 디 밀라노[*]; 영어: University of Milan)는 이탈리아 최대의 대학교 중의 하나이다. 흔히 UniMi 또는 La Statale라고 불린다. 학생이 약 60,000명, 정규직 교원과 연구원이 2,000여명이다.
대학교는 유럽 연구대학 연맹의 멤버이다. 대학교는 9개 학부 134개 학과를 제공한다. 그리고 19개의 박사학교와 92개의 전문 학교가 있다. 2,500명의 교수가 지역의 과학 전문가의 집중을 보이며 대학교의 연구는 이탈리아와 유럽의 최선으로 순위 매겨진다.
1989년도에 22개의 학위 과정이 있었고 75,000명의 학생이 등록돼있었으며, 1993년도까지 90,000명으로 등록 학생이 증가하였다. 1998년에 일부 학과가 밀라노-비코카 대학교로 분리돼서 나갔다.
밀라노 대학은 유럽의 21개의 연구 중심 대학들의 조직인 유럽 연구 대학 연맹 (LERU)의 유일한 이탈리아 회원이다. 밀라노 대학은 피사 대학교와 로마 라 사피엔차 대학교와 함께 세계 대학 학술 랭킹 (ARWU)에서 지속적으로 이탈리아 대학 랭킹 1위를 하는 대학이다.
밀라노 대학은 많은 유명한 졸업생을 가지고 있다. 노벨 물리학상 수상자 리카르도 자코니, 필즈 메달 수상자 엔리코 봄비에리, 전직 이탈리아 총리인 실비오 베를루스코니와 베티노 크락시가 밀라노 대학 출신의 유명인이다.
밀라노 대학 교수 출신으로 유명한 사람은 노벨 화학상 수상자인 줄리오 나타와 울프상 물리학 부문 수상자인 주세페 오키알리니가 있다.

## 캠퍼스
본 캠퍼스는 밀라노에 있으나, 일부 캠퍼스는 밀라노시 밖에 있다.

### 의과 대학
3개의 이탈리아어 코스와 1개의 영어 코스가 있다.
밀라노 종합병원 위치, 산 파올로 병원 위치, 사코 병원 위치는 이탈리아어 코스이다.
밀라노 대학교 국제 의과 대학은 영어 코스이다.

의학 및 외과 학부는 롬바르디아에 있는 다음 병원에서 교육 부문을 운영하고 있다.
- 밀라노 종합병원
- 산 파올로 병원
- 루이지 사코 병원
- IRCCS 산 도나토 종합병원
- 산 주세페 병원
- 가에타노 피니 정형외과 연구소
- 몬지노 심장학 센터
- IRCCS 국립 암 연구소 재단
- IRCCS 갈레아지 정형외과 연구소
- IRCCS 산타 마리아 나센테
- 유럽 종양학 연구소
- 산 카를로 보로메오 병원
- 니구아르다 병원
- 파테베네프라텔리 안과 병원

## 같이 보기
- 밀라노 대학교 국제 의과 대학
- 치타 스투디
- 밀라노-비코카 대학교
- 볼로냐 대학교
- 라우레아
- 밀라노 공과대학교
- 보코니 대학교
- 사크로 쿠오레 가톨릭 대학교
- 분류:밀라노 대학교 동문
- 사피엔차 로마 대학교
- 카 그란다